# Poussière tournoyante
Pour les articles homonymes, voir Poussière (homonymie).
En astronomie, la poussière tournoyante est un modèle d'explication des rayonnements irréguliers de micro-ondes provenant de la Voie lactée, et même au-delà. Ces émissions résulteraient de décharges électriques au sein d'une nuée de grains de poussière très fine (chaque grain a 10-50 atomes de large) tournant à une très grande fréquence (10–60 GHz). La découverte des rayonnements résultat d'observations précises du fond diffus cosmologique en vue d'identifier et expliquer toute source d'émission galactique.  
D'abord, on considéra l'émission irrégulière de micro-ondes comme une concordance statistique surprenante entre les variations de micro-ondes et l'infrarouge lointain. Ce signal provenant de la poussière fut beaucoup plus fort qu'attendu, s'il provenait du rayonnement blanc.